# Galesburg (Dakota del Nord)
Galesburg è un centro abitato (city) degli Stati Uniti d'America, situato nella Contea di Traill, nello Stato del Dakota del Nord. Nel censimento del 2000 la popolazione era di 157 abitanti. La città è stata fondata nel 1882.

## Geografia fisica
Secondo i rilevamenti dell'United States Census Bureau, la località di Galesburg si estende su una superficie di 0,40 km², tutti occupati da terre.

## Popolazione
Secondo il censimento del 2000, a Galesburg vivevano 157 persone, ed erano presenti 44 gruppi familiari. La densità di popolazione era di 362 ab./km². Nel territorio comunale si trovavano 76 unità edificate. Per quanto riguarda la composizione etnica degli abitanti, il 97,45% era bianco e il 2,55% era nativo.
Per quanto riguarda la suddivisione della popolazione in fasce d'età, il 26,1% era al di sotto dei 18, il 4,5% fra i 18 e i 24, il 33,8% fra i 25 e i 44, il 14,6% fra i 45 e i 64, mentre infine il 21,0% era al di sopra dei 65 anni di età. L'età media della popolazione era di 37 anni. Per ogni 100 donne residenti vivevano 137,9 maschi.